# 桂塘镇
桂塘镇，是中华人民共和国湖南省湘西土家族苗族自治州龙山县下辖的一个乡镇级行政单位。

## 行政区划
桂塘镇下辖以下地区：
桂塘社区、肖家村、苦达岭村、四坝村、友谊村、兴坝村、双景村、王道溪村、张家槽村、乌龙山村、前丰村、桃子村和团结村。